# Vasti
Vasti  (hebreo: ושתי Vašty, griego:Ἀστίν Astín, latín: Vasti) según la Biblia, fue una reina de Persia y la primera esposa del rey Asuero en el Libro de Ester; libro leído en la fiesta de los Purim e incluido en el Antiguo Testamento. Fue depuesta por negarse a acudir a un banquete del rey que quería mostrar su belleza a los invitados y Ester fue elegida para ocupar su lugar.
Su historia ha sido llevada al arte por pintores como Edwin Long, Ernest Normand, Filippino Lippi o Paolo Veronese.

## Identidad
Los intentos para identificarla como una de las consortes persas mencionadas en otros registros históricos siguen siendo especulativos y la Biblia no la menciona fuera del libro de Esther.

## Antroponimia
El significado del nombre también es incierto; Isaac Asimov lo identifica con el de una diosa elamita; en cambio, algunos diccionarios bíblicos lo definen como deseada o hermosa.

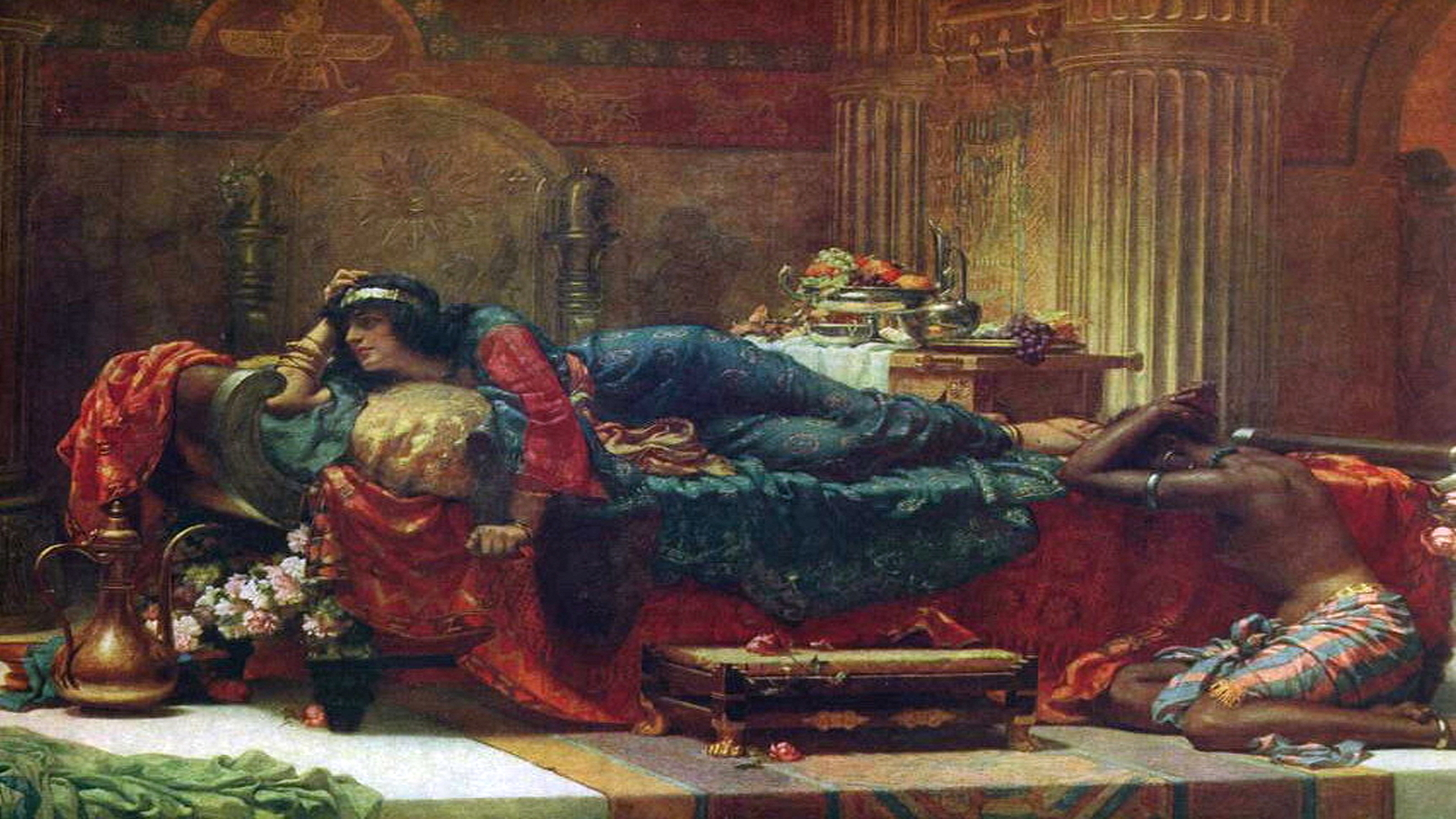
La reina Vasti depuesta de Ernest Normand.